# Odin (Marvel Comics)
Pour les articles homonymes, voir Odin (homonymie).
Odin est une divinité et un super-héros évoluant dans l'univers Marvel de la maison d'édition Marvel Comics. Créé par l’éditeur Stan Lee et le dessinateur Jack Kirby, le personnage de fiction apparaît pour la première fois dans le comic book Journey into Mystery (vol. 1) #85 en octobre 1962.
Le personnage s'inspire du dieu scandinave Odin de la mythologie nordique.
Odin est le père de Thor et de Loki, ce dernier ayant en réalité été adopté. Odin est souvent surnommé « Le père de toutes choses » et devient le roi des dieux d'Asgard à la mort de son père, Bor. Il apparaît notamment dans les aventures de son fils Thor.

## Biographie du personnage

### Origines
Odin est le fruit de l’union entre un des premiers Asgardiens, Bor, et une géante de glace, Bestla. Le couple a eu deux autres fils, Vili et Ve. Il prétend être à l’origine de la race humaine parce qu’il trouvait que le monde était trop vide, mais son père n’était pas de son avis et créa toutes sortes de fléaux pour détruire l’humanité.
Lors d’une attaque par les géants de glace, Bor fut piégé et transformé en neige par un Loki adulte venant du futur. Odin et ses deux frères prirent alors la tête d’Asgard. Ils affrontèrent plus tard le démon Surtur et Vili et Ve n’y survécurent pas, donnant avant de mourir leur force à Odin ce qui amplifia ses pouvoirs et fut à l’origine de l’Odinforce. Plus tard, le seul roi d’Asgard emprisonna Surtur au centre de la Terre après s’être allié aux trolls.
Odin tomba amoureux de la déesse de la Terre Gaea et voulu un fils avec elle qui soit aussi puissant sur Asgard que sur Terre. Il construisit une grotte en Norvège pour qu’elle donne naissance au futur dieu du Tonnerre, Thor. Il emmena Thor avec lui à Asgard et sa femme Frigga l’éleva comme son fils.
Tout ce temps, Odin fut assailli par l’esprit de son père Bor pour qu’il le sauve de sa transformation en neige, ce que refusait de faire Odin qui voulait le trône pour lui. Il s’agissait en fait de Loki qui se faisait passer pour Bor et dit finalement à Odin que s’il adopte le fils d’un roi déchu et l’élève comme son fils, il le laissera enfin tranquille. Plus tard, Odin tue le roi des géants de glace au combat et tient sa promesse en adoptant son fils orphelin, Loki. N’étant alors pas conscient qu’il sera à l’origine de sa chute.
Odin est aussi le père de Balder, qu’il eut avec Frigga, qui est donc le demi-frère de Thor.

## Pouvoirs, capacités et équipement

### Pouvoirs et capacités
Comme tous les Asgardiens, le corps d’Odin est doté d'une musculature et d'un squelette beaucoup plus dense que ceux des humains. Il est plus fort que la moyenne des Asgardiens, pouvant soulever (ou exercer une pression équivalente à) environ 60 tonnes (au lieu des 30 habituels). Il est possible qu'il ait été encore plus fort dans sa jeunesse.
Par ailleurs, il possède comme les autres Asgardiens une espérance de vie extrêmement longue (bien qu’il ne soit pas immortel comme les Olympiens) et vieillit extrêmement lentement. Bien qu’il soit désormais physiquement âgé (ayant maintenant des cheveux blancs), il est toujours robuste, ce qui indique qu’il a déjà vécu de nombreux millénaires. Comme les autres membres de sa race, il est immunisé aux maladies terrestres et peut résister à la plupart des blessures. Son métabolisme lui donne une endurance largement supérieure à celle des humains dans toutes les activités physiques.
Il possède de très vastes connaissances sur les savoirs anciens et mystiques, ce qui lui permet de faire preuve d’une grande sagesse. Selon les légendes, il serait l’inventeur de l’alphabet runique des anciens Scandinaves.
C'est un excellent combattant à mains nues, ayant dans ce domaine des milliers d’années d’expérience, bien qu’il se repose moins sur cette capacité que durant sa jeunesse. C'est aussi un excellent stratège et un maître tacticien, capable notamment d’élaborer des plans sur de très longues périodes et de les mêler les uns avec les autres (comme se préparer pendant un millier d’années au retour des Célestes ou imaginer d'engendrer un fils issu de la Terre pour contrer Ceux-qui-Siègent-dans-l’Ombre). Il a ainsi réussi plus d’une fois à éviter Ragnarok à son peuple.
Au combat, il manie principalement sa lance fourchue nommée Gungnir (« la Lance du Ciel »), forgée dans le métal mystique uru propre à la dimension d’Asgard. L’origine exacte de sa lance est inconnue ; cependant, si on tient compte de la fabrication de nombreux objets magiques des Asgardiens par les nains forgerons Brokk et Eitri, on peut en déduire que les deux frères sont aussi les forgerons de Gungnir. Odin a enchanté Gungnir pour provoquer le retour de celle-ci dans sa main quand il la lance (enchantement similaire à celui de Mjollnir, le marteau de Thor). De plus, Gungnir ne manque jamais sa cible.
- Odin maîtrise la « force d’Odin » (Odinforce), une très grande source d’énergie d’une nature inconnue qui lui permet notamment d'augmenter sa force ou son endurance physique, accroître sa taille, léviter dans les airs, enchanter des êtres vivants ou des objets, transporter une race entière dans une autre dimension, projeter ses ennemis dans l’espace profond d’une simple pensée, ériger des champs de force impénétrables, projeter des décharges d’énergie, des illusions, manipuler la matière, communiquer télépathiquement avec les autres et contrôler les éclairs[1].
- Il peut aussi créer des ouvertures entre les dimensions d’un simple geste et projeter une image en trois dimensions de lui-même, visible et audible uniquement pour ceux qu’il a choisi, à travers l’espace et même les dimensions[1].
- Il peut contrôler la force vitale de tous les Asgardiens (ce qui renforce le récit de l’Œil d’Odin faisant de lui le re-créateur de son peuple) et peut absorber leurs énergies vitales en lui à volonté[1].
- Les enchantements d’Odin (comme ceux placés sur le marteau de Thor ou sur sa propre lance) restent permanents jusqu’à ce qu’il les retire ou qu’ils soient annulés par un enchantement supérieur[1].
- Dans certains cas, il a été capable de restaurer la vie d’un Asgardien dont l'énergie vitale était vacillante ; cependant, il ne peut pas ressusciter un Asgardien mort une fois que son esprit est arrivé dans le domaine de Hela, la déesse de la mort[1].
- Grâce à l’Odinforce, Odin est capable de tenir tête à des êtres aussi puissants que le Surfer d'argent, Thanos ou Mephisto, face auquel contre ce dernier il a été capable de lui reprendre une âme qu'il avait dérobé[1].
- Cependant, Odin n’est pas omniscient ; il ne peut pas créer la vie à partir de rien, ni voyager à travers le temps sans aide, lire les pensées, se téléporter lui-même (sauf entre les dimensions) ou déplacer des mondes entiers. Quoi qu'il en soit, il est probablement l'un des dieux des panthéons terrestres les plus puissants encore à ce jour, et toujours actif à l’époque contemporaine[1].

Quand il est obligé de renouveler son énergie divine, Odin doit se plonger dans un long sommeil d'environ une semaine, à peu près une fois par année terrestre. S'il n'arrive pas à plonger dans le « Sommeil d’Odin » ou s’il est éveillé avant son terme, son niveau de puissance commence à se réduire jusqu’à ce qu’il achève enfin son repos, ce qui le restaurera alors à sa puissance normale. En une occasion, alors qu’il s'était retrouvé dans un tel état d’épuisement, il put être drogué et kidnappé par une race extra-terrestre.
La puissance d’Odin semble aussi être dépendante de la dimension d’Asgard elle-même. Plus il reste sur Terre (ou sur une autre dimension autre que celle d’Asgard), plus sa puissance diminue. À son retour en Asgard, l’intégralité de ses pouvoirs est restaurée (c’est probablement l’une de ces raisons qui le poussa à engendrer un fils avec Jord, ce qui lui permit alors d'être lié aussi bien à la dimension d’Asgard qu’à celle de la Terre).
À la suite de sa mort causé par lé démon Surtur, le « pouvoir d’Odin » fut transféré à son fils, Thor.
Odin est le créateur de l'armure enchantée nommée le Destructeur, qu'il créa afin de contrer un éventuel retour des Célestes sur Terre, mais Loki lui vola et s'en servit à plusieurs reprises pour tenter de tuer son demi-frère Thor.

### Équipement et alliés
Odin possède un sceptre appelé Thrudstok, d’apparence similaire à une petite massue. Comme sa lance Gungnir, Thrudstok est forgé dans l’uru. Son sceptre ne semble pas posséder de pouvoirs propres, mais il permet à Odin de canaliser plus facilement l'énergie cosmique qu’il souhaite projeter. Son sceptre lui sert également de symbole comme souverain d’Asgard ; il fut aussi utilisé par les deux régents : Balder et Heimdall, puis par Thor lorsqu'il lui succéda à sa mort.
Il porte également Draupnir, l’Anneau d’Odin, symbole de sa royauté asgardienne. Toutes les neuf nuits, cet anneau magique produit huit autres anneaux identiques en or. Mis à part cette capacité, Draupnir ne semble pas posséder d'autres pouvoirs particuliers.
Odin possède trois résidences dans le royaume d’Asgard :
- Gladsheim, un vaste palais dans lequel il préside aux destinées d’Asgard assisté de ses conseillers, comme l’alchimiste Ularic ou le Grand Vizir ;
- Valaskjälf, une résidence constituée d’argent pur, à partir de laquelle s’élève en altitude le trône d’Hlidskjalf. Odin l'utilise pour observer les événements qui se déroulent à travers les Neuf mondes ;
- Le Valhalla, dont Odin est le souverain. C'est la demeure des guerriers morts honorablement au combat (les Einherjar), qui sont assemblés par les Valkyries, neuf déesses au service d’Odin, et qui lutteront aux côtés des dieux lors de Ragnarok.

Pour se déplacer, Odin utilise parfois Skipbladnir, un grand navire qui ressemble aux drakkars des vikings. Les voiles et les rames de Skipbladnir sont enchantées, permettant à Odin de « naviguer » sur la « Mer de l’espace » — c'est-à-dire l’espace qui entoure le continent d’Asgard — mais aussi dans l’espace intersidéral de la dimension de la Terre. Les propriétés mystiques de ce bateau permettent aux Asgardiens d’y naviguer en toute sécurité ; grâce à lui, ils n'ont nul besoin d’une quelconque protection contre le vide de l’espace. Le navire peut aussi être réduit mystiquement, diminuant alors à la taille d’un poing fermé.
Odin est aussi souvent accompagné, de manière plus ou moins régulière, de divers animaux dotés de facultés spéciales :
- Sleipnir, son cheval doté de huit jambes, qui peut atteindre d’immenses vitesses et marcher ou galoper sur l’air ;
- les corbeaux Huginn (Pensée) et Muninn (Mémoire), qui volent à travers les Neuf Mondes pour ramener à Odin les nouvelles et le tenir informé des dangers ou des menaces[2] ; par ailleurs, le corbeau Hescamar lui sert de messager (en utilisant parfois le nom de « Marnot »), un peu à l’inverse de Huginn et Muninn ;
- Geri et Freki, deux loups intelligents.

## Apparitions dans d'autres médias
Sauf indication contraire, les informations mentionnées dans cette section peuvent être confirmées par la base de données cinématographiques IMDb,  présente dans la section « Liens externes ».

### Films
Animations
- 2006 : Ultimate Avengers 2
- 2009 : Hulk Vs [3]

- 2011 : Thor : Légendes d'Asgard

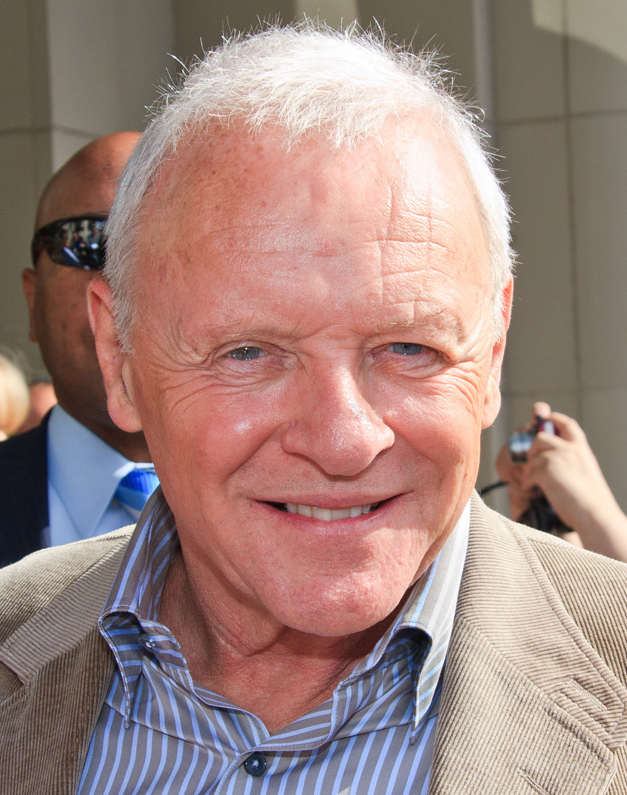
L'acteur Anthony Hopkins incarne le personnage d'Odin dans trois films de l'univers cinématographique Marvel.

Interprété par Anthony Hopkins dans l'univers cinématographique Marvel
- 2011 : Thor réalisé par Kenneth Branagh[4]
- 2013 : Thor : Le Monde des ténèbres réalisé par Alan Taylor
- 2017 : Thor : Ragnarok réalisé par Taika Waititi

### Télévision
- 2010 : Avengers : L'Équipe des super-héros (série d'animation)
- 2012 : Ultimate Spider-Man (série d'animation)
- 2013 : Avengers Rassemblement (série d'animation)